# Jo Yu-ri
Jo Yu-ri (Busan, 22 oktober 2001) is een Zuid-Koreaans actrice en zangeres. Ze maakte onderdeel uit van de meidengroep Iz*One. Jo verwierf bekendheid door haar deelname aan de realityserie Produce 48 van Mnet in 2018, waarin ze op de derde plaats eindigde. Als actrice is ze vooral bekend van haar rol als Kim Jun-hee (speler 222) in de Netflix serie Squid Game.

## Biografie

### Debuut in Iz*One

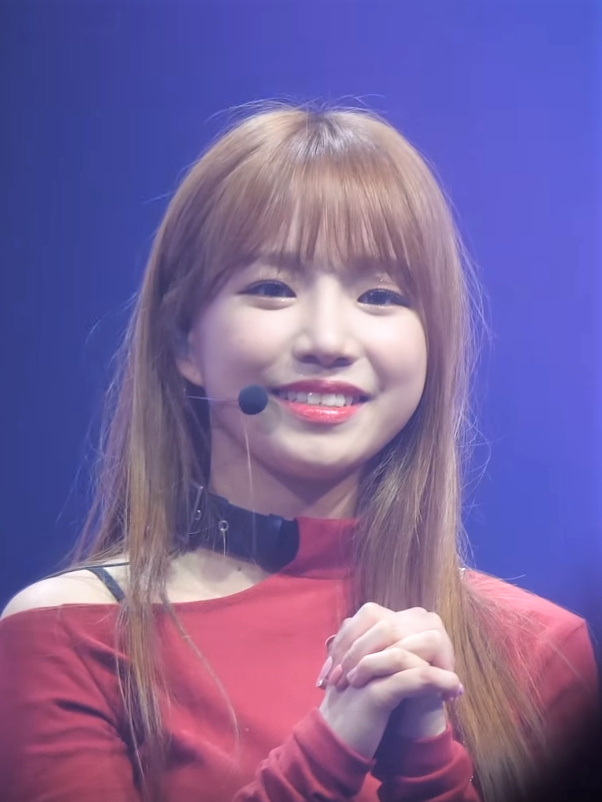
Jo in 2018

Jo Yuri deed in juli 2017 mee aan de realityserie Idol School op Mnet waar negen finalisten onderdeel zouden worden van de meidengroep Fromis_9. Jo eindigde op de vijftiende plaats.
Op 11 mei 2018 deed Yuri opnieuw mee aan een realityserie op Mnet, ditmaal aan Produce 48. Hier had ze meer succes en werd ze derde waardoor ze onderdeel werd van de meidengroep Iz*One. Yuri maakte op 29 oktober 2018 haar debuut als lid van Iz*One met het uitbrengen van het EP Color*Iz. Iz*One bracht op 17 februari 2020 hun eerste en enige Koreaanse studioalbum Bloom*Iz uit. Jo Yuri hielp het nummer Someday, dat ze samen zingt met medeleden Kim Chae-won en Choi Ye-na,  te schrijven en componeren. In april 2021 ging de groep uit elkaar na het aflopen van hun contract.
Voor de televisieserie Do You Like Brahms bracht Jo de single My Love uit op 22 september 2020.

### Solocarrière

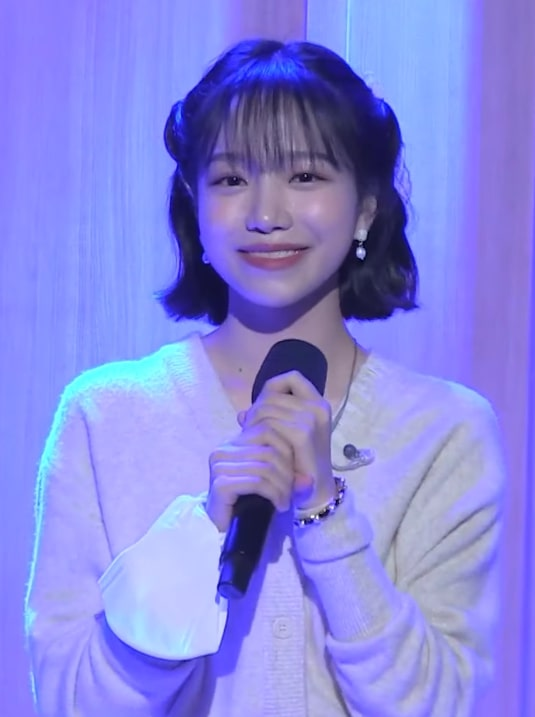
Jo in 2021

Jo bracht op 24 juni 2020 voor de televisieserie Monthly Magazine Home voor JTBC uit.
Op 23 september 2020 bracht Jo de single Autumn Memories uit, een samenwerking met Lee Seok-hoon. WakeOne maakte op 24 september 2020 bekend dat Jo haar eerste soloalbum Glassy op 7 oktober 2020 zou uitbrengen. Na haar debuut als solozangeres, werd Jo genomineerd voor een Rookie of the Year award op de Golden Disc Awards, een MAMA Award voor beste nieuwe zangeres op het Mnet Asian Music Awards, en Rookie of the Year op de Seoul Music Awards.
Jo werd op 11 april 2022 voor het eerst in een acteerrol gecast in de Playlist Studi webserie Mimicus. Op 17 mei 2022 werd bekend dat Jo haar eerste ep getiteld Op.22 Y-Waltz: in Major zou uitbrengen, voorafgegaan door de  single "Love Shhh!" op 2 juni. Het album debuteerde op de vijfde plaats in de Zuid-Koreaanse Circle Album Chart. Jo won op 7 juni 2022 haar eerste muziekshow door The Show op SBS M te winnen met  "Love Shhh!" Op 11 augustus 2022 bracht Jo haar eerste single getiteld Maybe op Universe uit. Voor de televisieserie The Law Cafe bracht Jo het nummer Can You Feel My Heart" uit voor KBS2.
Op 8 oktober 2022 werd bekend dat Jo haar tweede studioalbum getiteld Op.22 Y-Waltz: in Minor op 24 oktober 2022 zou uitbrengen.  Dezelfde maand bracht Jo voor de Netflix televisieserie The Fabulous de single "Run (Female Ver.)" uit. In december 2022 verscheen Jo in een speciale aflevering van het tweede seizoen van 'Work Later, Drink Now waarin ze de rol van Sieun vertolkte. Naast haar rol bracht ze als deel van de soundtrack het nummer "Drink It, Girls!" voor Work Later, Drink Now 2 uit.
Jo bracht in samenwerking met actrice Chae Soo-bin, Lipton en Starship Entertainment de promotionele single Yellow Circle uit. Op 29 juni 2023 werd bekend dat Jo was gecast in het tweede seizoen van de Netflix televisieserie Squid Game.  Voor de tvN televisieserie See You in My 19th Life bracht ze het nummer Down (Juicy Juicy) uit. Drie dagen later volgde het uitbrengen van een cover van Taeyeon's "All About You". Op 25 juli 2023 werd bekend dat Jo haar tweede ep Love All samen met de single Taxi zou uitbrengen op 9 augustus 2023. Op 29 augustus bracht Jo in duet met Sung Han-bin van Zerobaseobe de single Luv Luv Luv als onderdeel van de soundtrack van de tvN serie My Lovely Liar uit.
Jo bracht op 25 oktober 2023 het nummer Spring Days pass voor de tvN televisieserie Jeongnyeon: The Star Is Born uit.

## Discografie

### Albums
| Jaar | Titel                   |
| ---- | ----------------------- |
| 2021 | Glassy                  |
| 2022 | Op.22 Y-Waltz: in Minor |

### Ep's
| Jaar | Titel                   |
| ---- | ----------------------- |
| 2022 | Op.22 Y-Waltz: in Major |
| 2023 | Love All                |

### Singles
| Jaar | Titel           |
| ---- | --------------- |
| 2021 | Autumn Memories |
| 2021 | Glassy          |
| 2022 | Love shhh!      |
| 2022 | Loveable        |
| 2023 | Taxi            |

## Filmografie

### Televisie
| Jaar | Serie                 | Rol                      | Extra     | Ref           |
| ---- | --------------------- | ------------------------ | --------- | ------------- |
| 2022 | Mimicus               | Oh Ro-si                 |           | [ 14 ]        |
| 2022 | Work Later, Drink Now | Si-eun                   | Seizoen 2 | [ 30 ]        |
| 2024 | Squid Game            | Kim Jun-hee (Player 222) | Seizoen 2 | [ 24 ] [ 31 ] |
| nnb. | Variety               |                          |           | [ 32 ]        |